# Büttelsen
Koordinaten: 51° 18′ 56″ N, 9° 13′ 57″ O
Büttelsen war eine im Jahre 1180 erstmals urkundlich erwähnte Siedlung in der heutigen Gemarkung der nordhessischen Stadt Wolfhagen, Landkreis Kassel, die 1435 letztmals erwähnt wurde und zu dieser Zeit wohl bereits wüst gefallen war.

## Geographische Lage
Das kleine Dorf befand sich etwa 5 km südöstlich von Wolfhagen auf 353 m Höhe über NHN am Ostfuß des Isthabergs auf dem Gemarkungsgebiet von Istha, einem Stadtteil von Wolfhagen, etwa mittig zwischen Istha im Süden, Oelshausen im Osten und Wenigenhasungen im Nordnordosten. Etwa 200 Meter östlich verläuft heute die Landesstraße L3312 von Istha im Süden nach Altenhasungen im Norden.
Die einstige Feldmark, auch heute landwirtschaftlich genutzt, ist seit der Aufgabe des Dorfs zwischen Istha, Oelshausen und Wenigenhasungen geteilt. Etwa 1,2 km nordnordöstlich von Istha erinnert die amtliche Flurbezeichnung „Zu Büttelsen“, mundartlich „Im Büttelschen“, an das verschwundene Dorf.

## Geschichte
Der Ort wurde im Jahre 1180 erstmals urkundlich erwähnt, als der Abt Adalbert von Hasungen beurkundete, er habe er eine Hufe in Büttelsen (Bucellissen) erworben. Der Ort findet sich in der Folge nur noch selten und mit verschiedenen Bezeichnungen in verbliebenen Dokumenten: Bucelessen (1200–1230), Botelschen (1424) und Buttelsen (1435, 1510). Der Zehnt von der unter den drei benachbarten Dörfern aufgeteilten Feldmark gehörte dem St. Petri-Stift in Fritzlar.